# 성이언

## 학력
- 세종대학교 영화예술학과

## 출연작

### 드라마
- 《러브로큰》 (WAVVE, 2023년) - 정우 역
- 《내일》 (MBC, 2022년) - 장현준 역
- 《검사내전》 (JTBC, 2019년) - 김장신 역
- 《보좌관 2 - 세상을 움직이는 사람들》 (JTBC, 2019년)
- 《보좌관 - 세상을 움직이는 사람들》 (JTBC, 2019년)
- 《닥쳐, 내 작품의 빌런은 너야》(TVING 숏드라마, 2025년)

### 광고
- KT기가지니
- LG V50
- I SEOUL U 서울시 홍보영상
- 안랩기업홍보영상
- 삼성 디지털 프라자
- 갤럭시 S8
- 2018년 평창 올림픽
- 해태음료 '갈아만든 배'
- G마켓
- KT-5G
- 바이럴